# Pulvérisateur (agriculture)

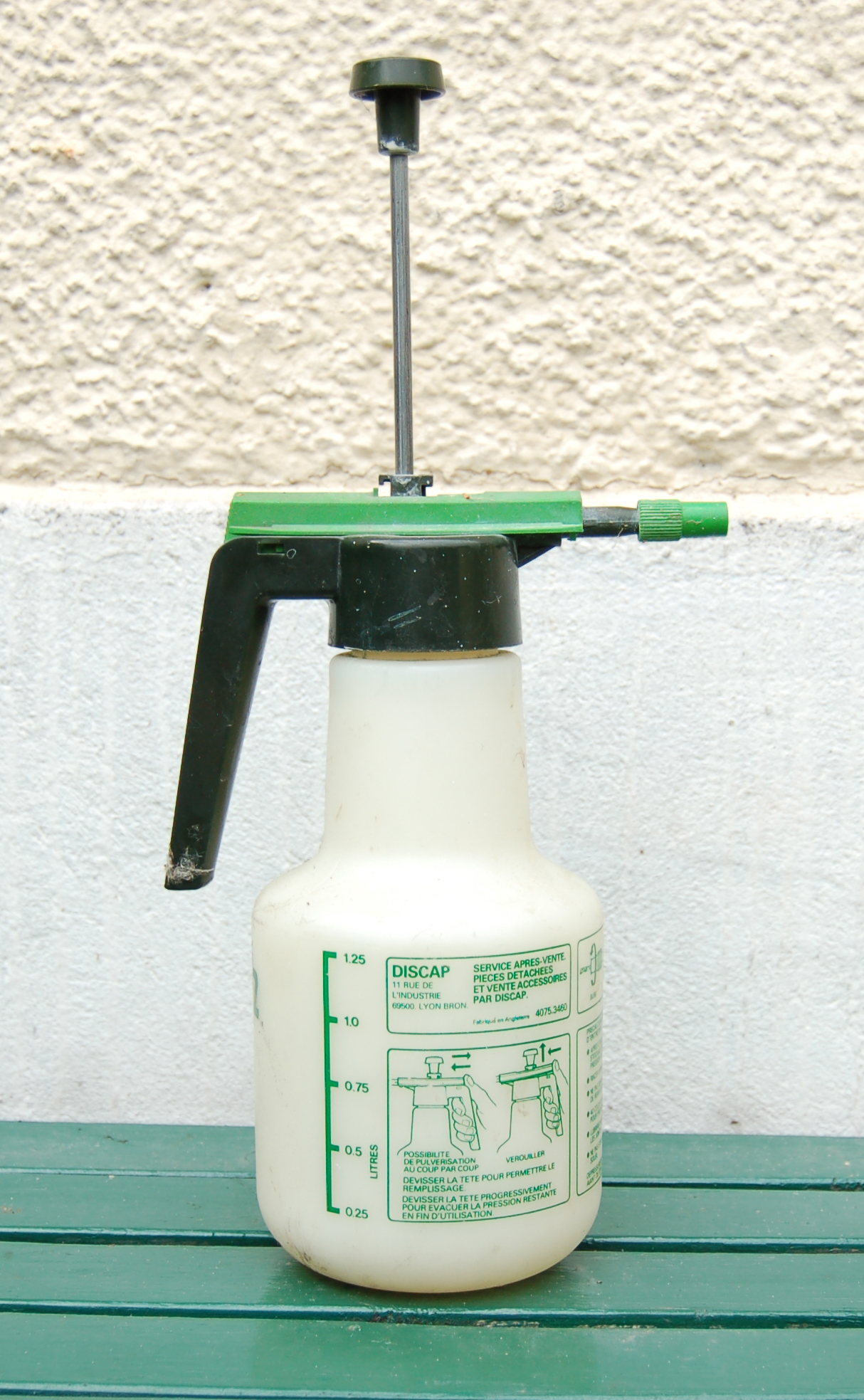
Pulvérisateur à main

Un pulvérisateur est un engin agricole (ou horticole) destiné à pulvériser des produits sur les cultures sous forme de poudre ou de liquide. Il est utilisé pour désherber, traiter contre les maladies, lutter contre les ravageurs des cultures (insectes, acariens, etc.), ou pour appliquer des engrais.

## Principe et description
Un pulvérisateur est composé d'une cuve, d'une pompe, d'un distributeur, et de buses montées sur une rampe repliable suspendue et de hauteur réglable. Sur les modèles les plus performants, on trouve un régulateur de pression, et un manomètre, qui permettent la régulation du débit de pulvérisation.
La cuve contient le liquide, suspension, émulsion ou solution vraie d'un produit, dilué dans l'eau.  Elle est munie d'un système d'agitation qui maintient la bouillie en mouvement afin d'éviter la formation de dépôt et de garder la solution homogène. 
Sur les tracteurs, la pompe est généralement entraînée par la prise de force, et réalise la mise sous pression de la bouillie. Le régulateur de pression, en aval de la pompe, maintient constante la pression préalablement fixée par l'utilisateur (souvent contrôlée par des techniciens afin de respecter les normes européennes et les cahiers des charges). On y a adjoint systématiquement vers les années 2000 un bac d'incorporation des produits, une cuve de rinçage de 10 % environ de la capacité de la cuve principale et un système de contrôle électronique complexe. La dérive des produits peut aujourd'hui limitée par le montage d'un manchon plastique (en jaune sur la photo de rampe) ou de cloches dans lesquelles est insufflé de l'air qui rabat le brouillard de pulvérisation vers les plantes.

## Types de pulvérisateurs
Pour les grandes cultures ainsi que les cultures viticoles et arboricoles :
- pulvérisateur porté ;
- pulvérisateur remorqué ou traîné ;
- pulvérisateur automoteur ;
- Pulvérisateur à turbine ; traditionnellement ces appareils traitaient 2 demi-rangs hauts, aujourd'hui avec des turbines ou canons déportés en hauteur, ils peuvent traiter simultanément plusieurs rangs hauts[2] ;
- pulvérisateur aéroporté, intégré à un avion ou hélicoptère, ou encore un drone[réf. nécessaire].

Il existe également une grande gamme de pulvérisateurs portables :
- pulvérisateur à gâchette ;
- pulvérisateur porté à pression préalable ;
- pulvérisateur porté à pression entretenue ;
- pulvérisateur thermique.

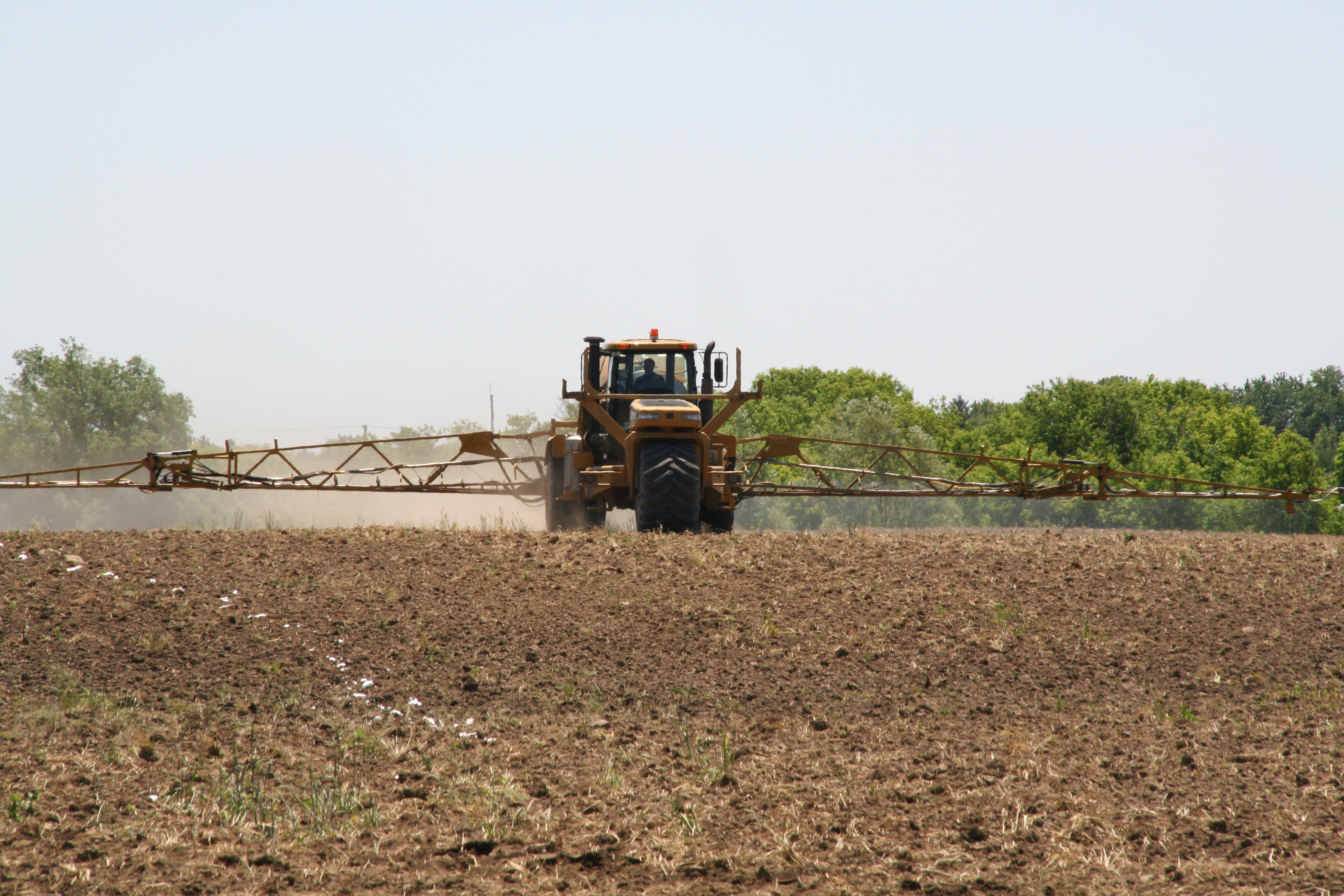
Pulvérisateur de grande capacité porté sur un chassis Terragator 8103, 2007.
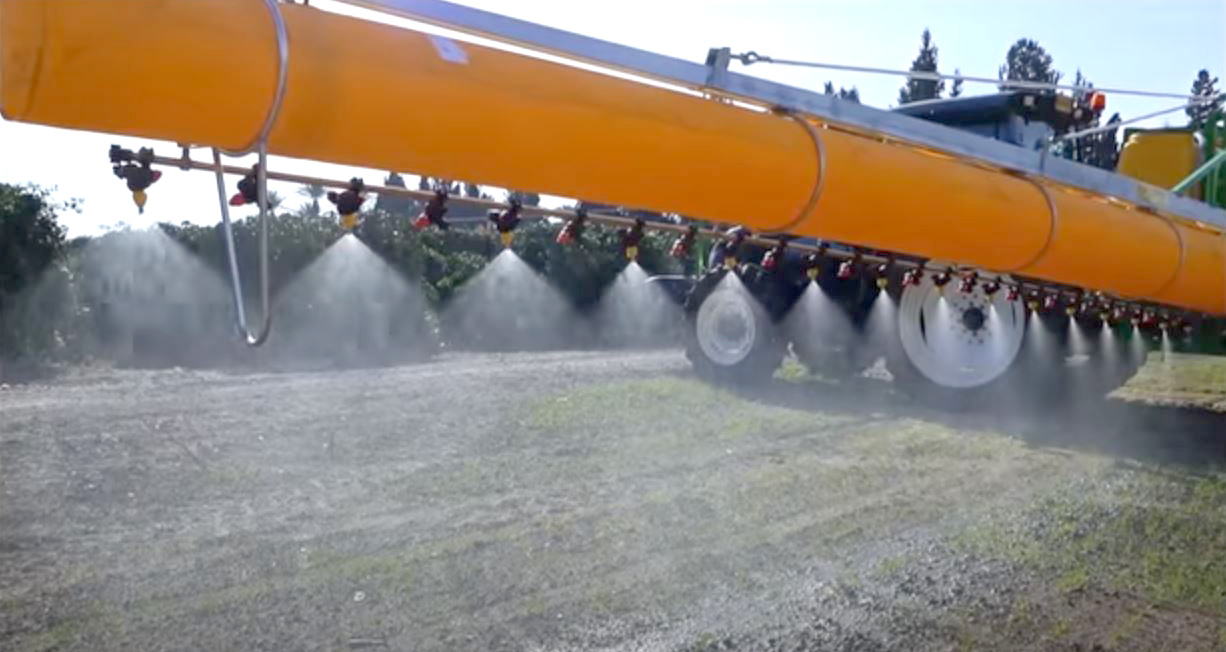
Rampe de pulvérisation, ses buses et son manchon réducteur de dérive sur un pulvérisateur porté sur un tracteur.
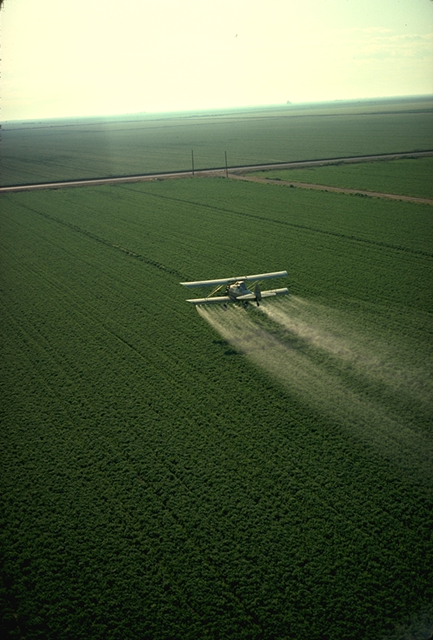
Système de pulvérisation intégrée dans un avion biplan, épandage d’herbicide en Californie.
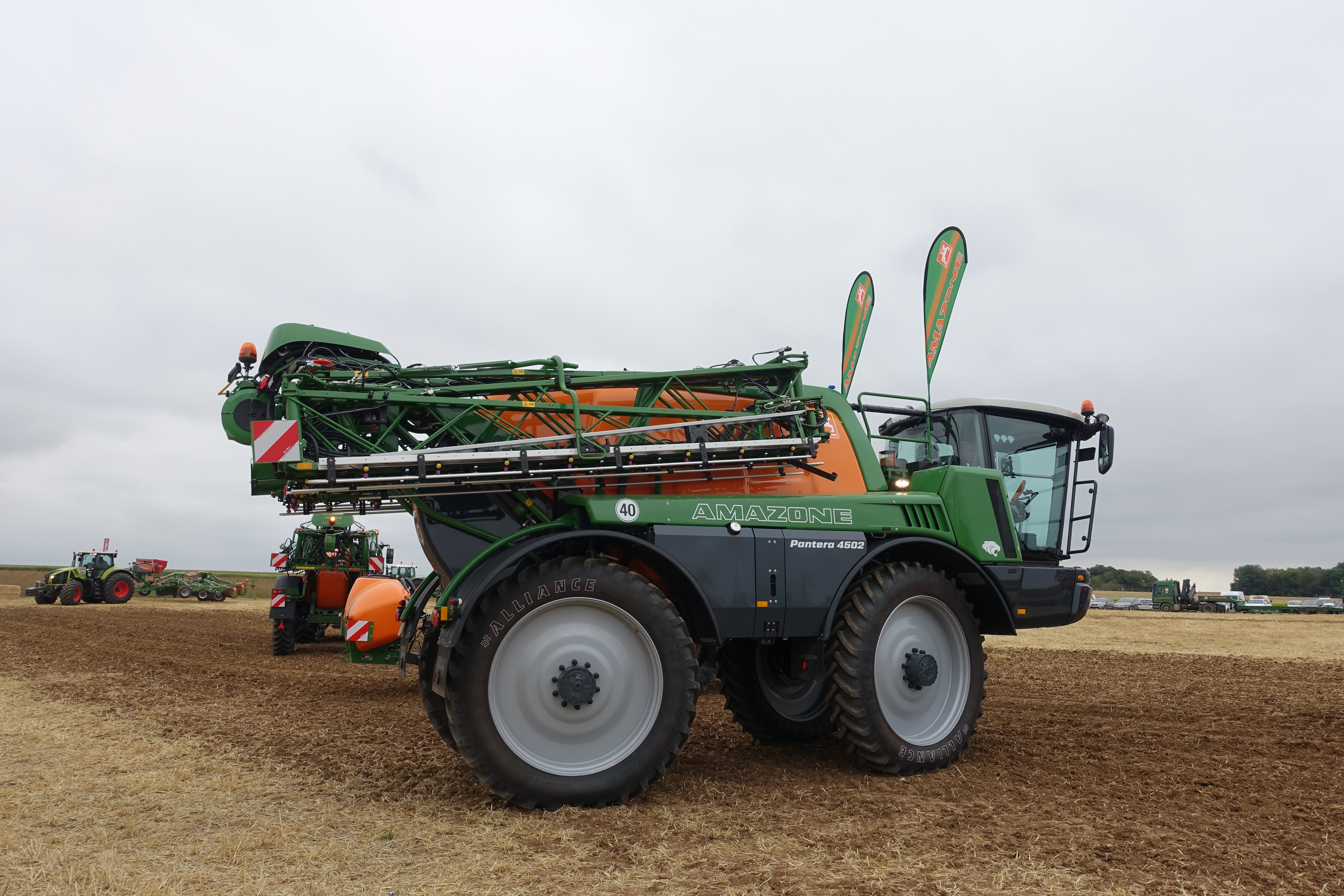
Pulvérisateur automoteur Amazone rampe repliée, 2016.
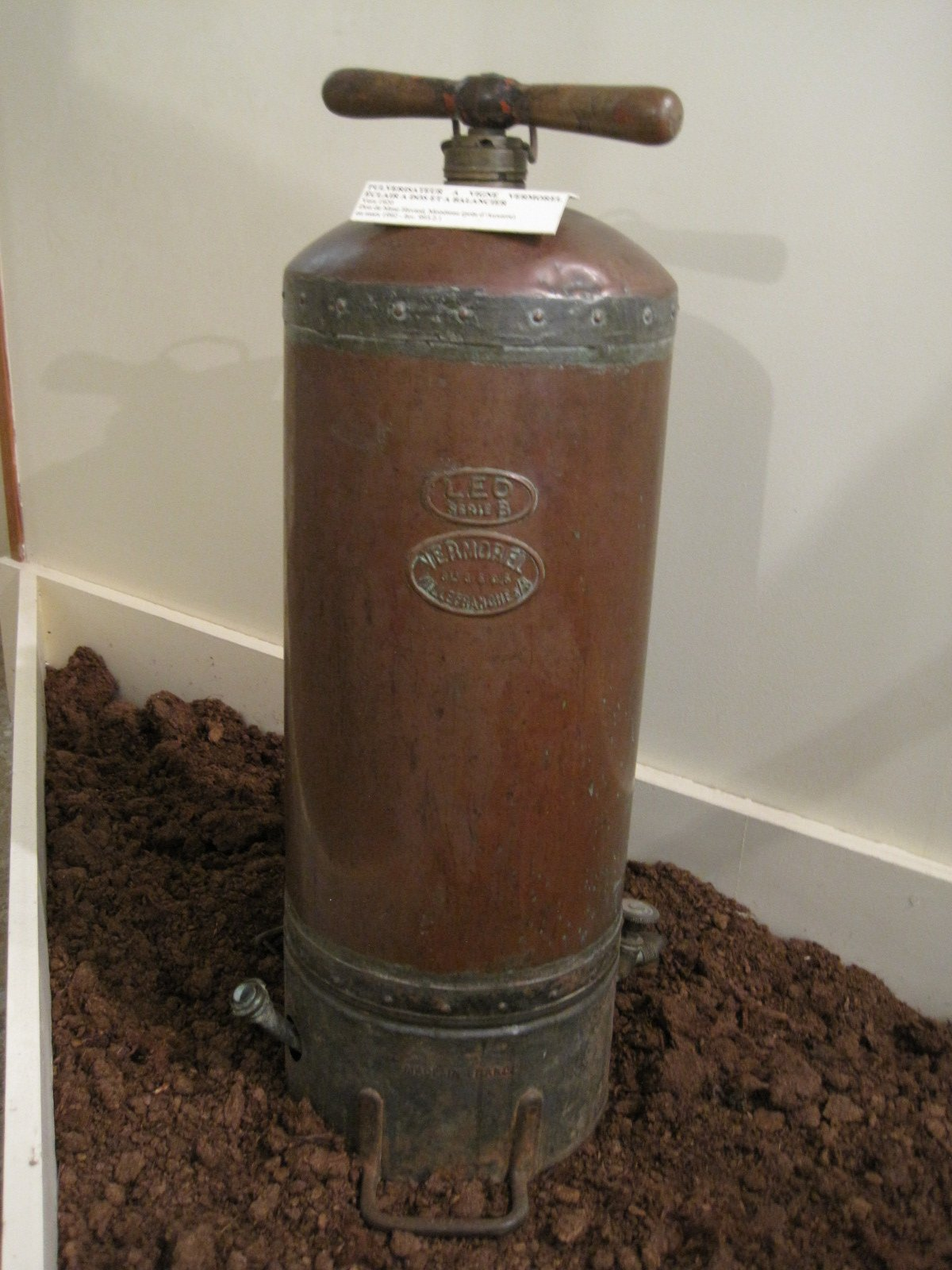
Ancien pulvérisateur à dos à balancier à pression préalable pour le traitement de la vigne (1920).
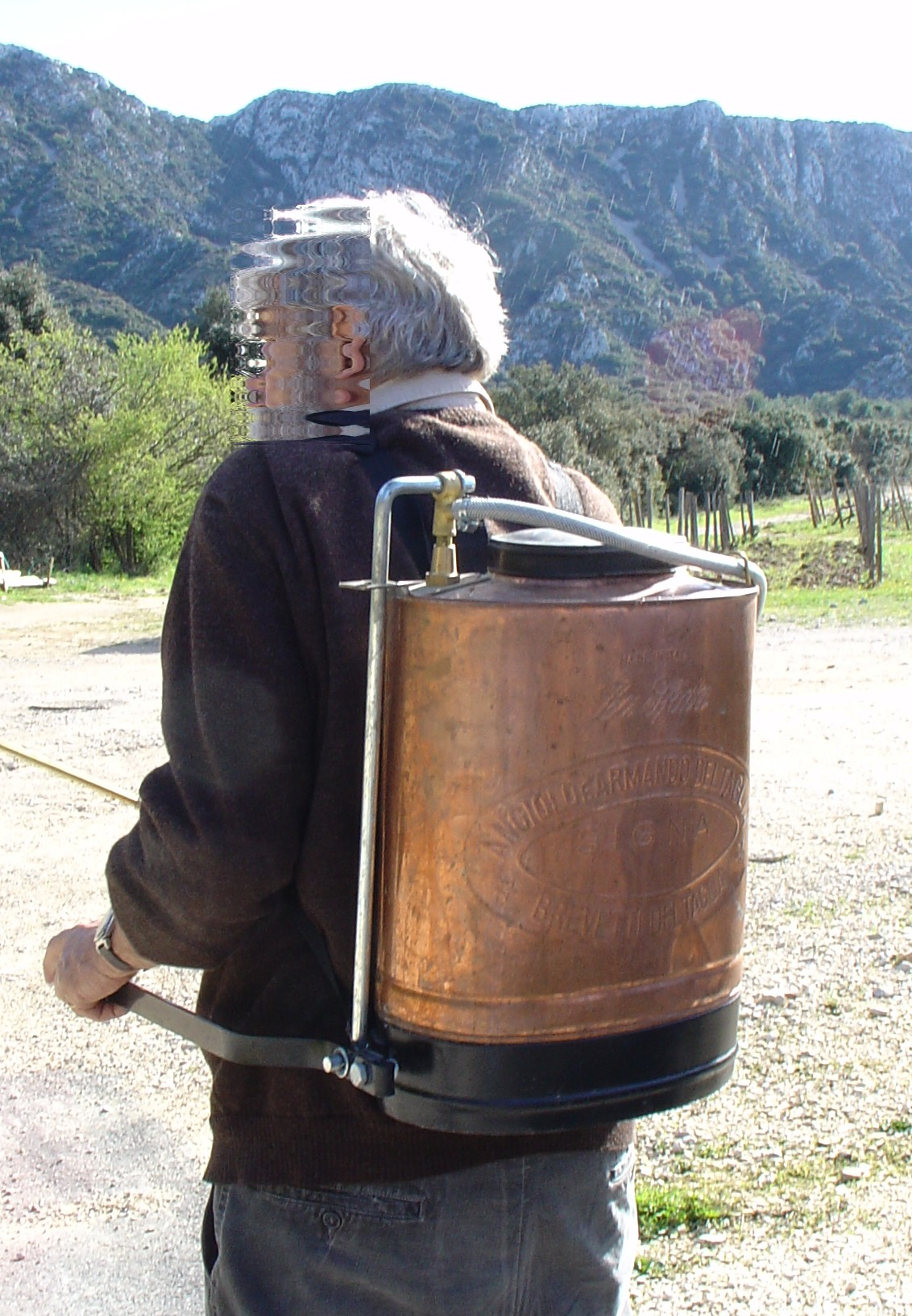
Pulvérisateur traditionnel à dos en cuivre à pression entretenue au moyen du levier à gauche.
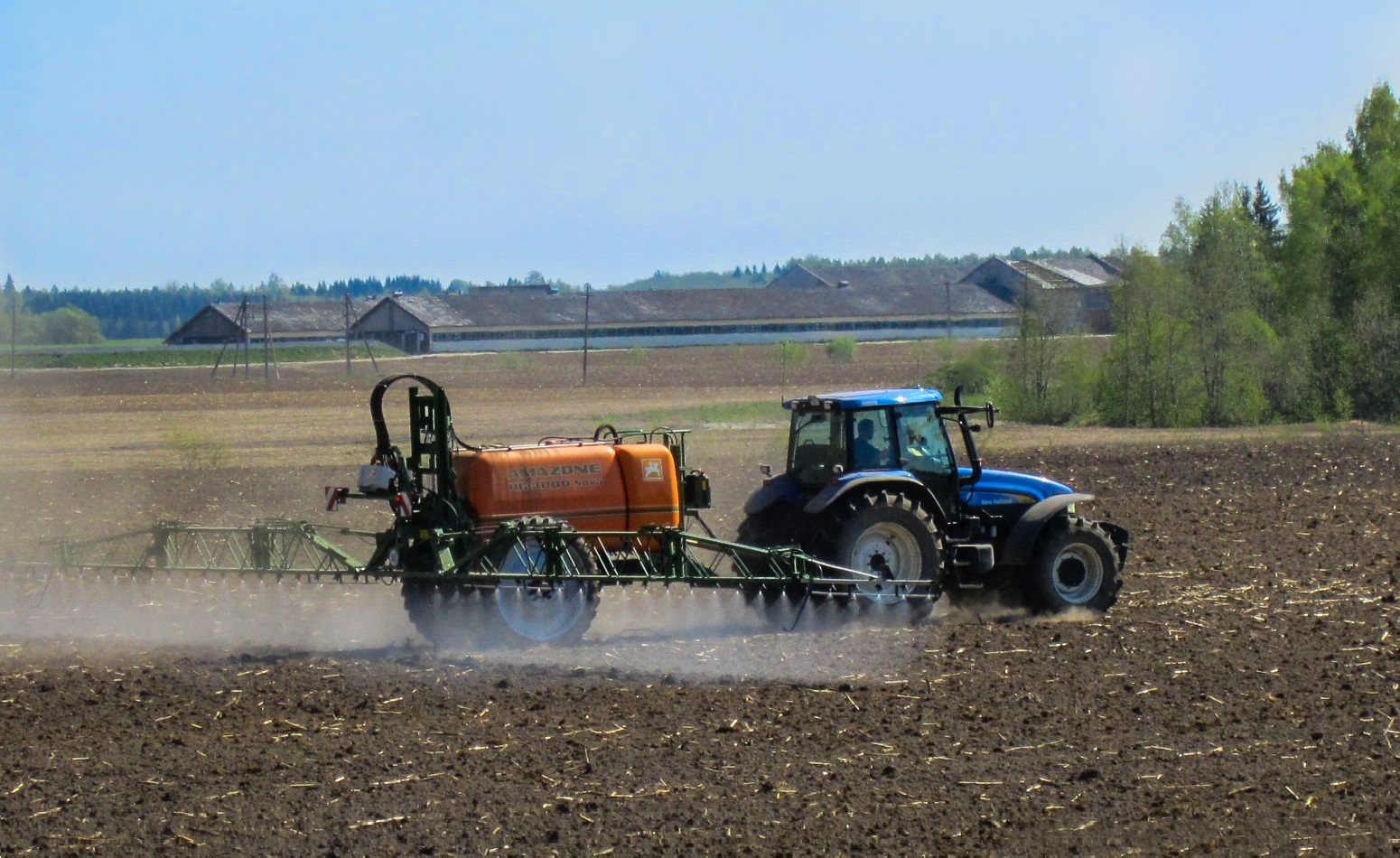
Pulvérisateur traîné Amazone, Estonie, 2011.
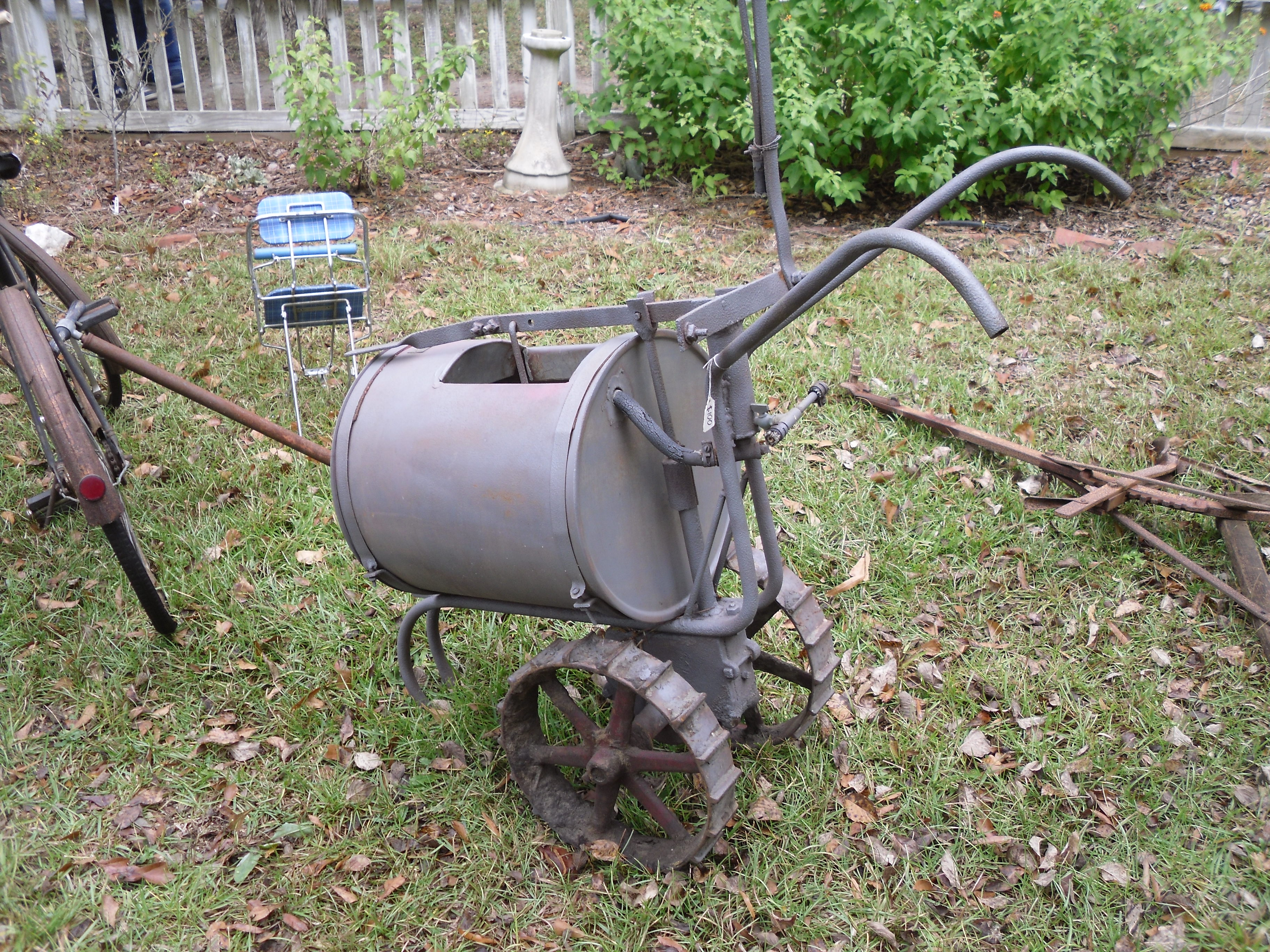
Ancien pulvérisateur, probablement traîné par un cheval ; la pompe était entraînée par les roues porteuses.
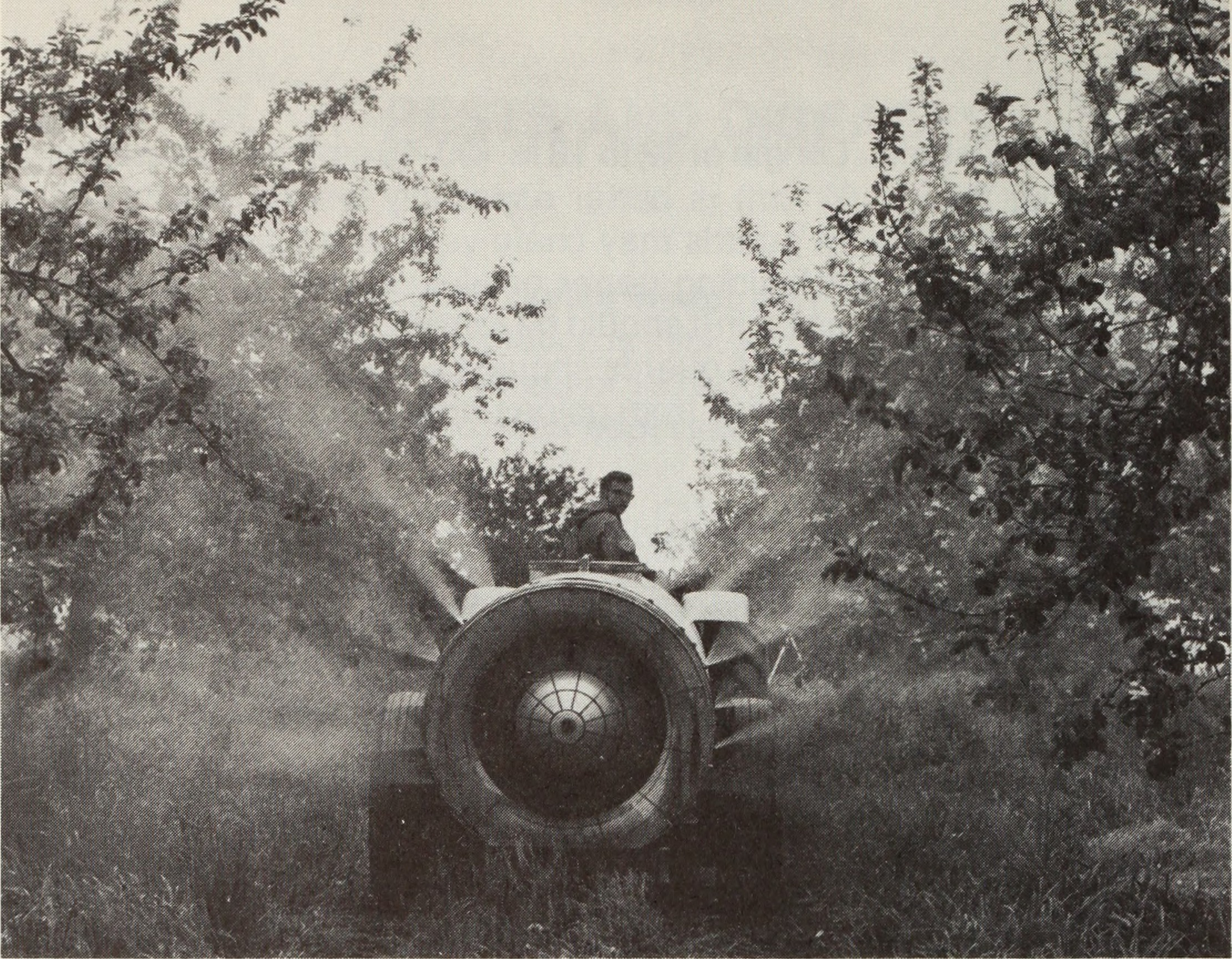
Pulvérisateur à turbine (à jets soufflés), méthode fréquemment employée dans les vignes et vergers hauts ; Canada.

## Efficacité de pulvérisation
Elle varie considérablement selon les modèles, la propreté de la buse et les conditions météo au moment de l'application. 
Il existe différents moyens de pulvérisation, par jet simple, jet porté par une soufflerie, etc. L'efficacité est meilleure en absence de vent, qui fait dériver les produits de leur cible, et de pluie, qui fait ruisseler les produits sur leur cible.
Pour mesurer les pertes par dérive dans l'air, une étude française conduite par l'IRSTEA a utilisé une simulation de vigne modulable (en nombre ou taille de feuilles) aux feuilles artificielles de papier sur lesquelles on peut compter les gouttes réellement reçues par la feuille. L'étude a montré de grandes différences selon les modèles de pulvérisateurs testés. L'efficacité a varié dans un rapport de 1 à 9 et la plupart des pulvérisateurs utilisés sont peu performants ; Un nouveau modèle de pulvérisateur intégrant un panneau situé de l'autre côté du rang de vigne et récupérant dans ce panneau les gouttelettes n'ayant pas touché les feuilles (ensuite recyclée et à nouveau pulvérisée). Les tests faits sur cette machine montrent qu'en début de saison 85 % du produit ne touche ni la feuille, ni le cep (et sont dans ce cas recyclé et à nouveau pulvérisés , soit 38 à 40 % de produit récupéré en moyenne annuellement).
La largeur des rampes est variable, elle augmente l'efficacité du temps de travail en diminuant le nombre de passages sur la parcelle. Cette largeur maximale varie selon les modèles de pulvérisateurs. En grandes cultures les appareils portés ont une cuve de 400 à 2000 l et une rampe de 12 à 28 m, les traînés une cuve de 2000 à 12000 l et une rampe de 24 à 40 m, les automoteurs une cuve de 3000 à 9000 l et une rampe de 28 à 52 m. Le choix de la largeur de rampe est généralement un multiple de la largeur des semoirs utilisés sur l'exploitation, par exemple un multiple de 4 si les semoirs sont en 4 m. Les semoirs peuvent être programmés pour éviter automatiquement de semer les futurs passages de pulvérisateurs réalisant ainsi un marquage.
Les appareils aériens sont beaucoup moins précis et efficaces que les appareils terrestres du fait de la dérive et ce, malgré l'incorporation de produits alourdissants dans la bouillie. Cette méthode est en pratique interdite en France métropolitaine (exceptions sur dérogations en forêt …) depuis la loi Grenelle II du 13 juillet 2010 et très réglementée au Canadaainsi que dans la plupart des pays développés.

## Législation

### Contrôles obligatoires
Pour la quasi-totalité des pulvérisateurs, un contrôle « technique » est obligatoire en Europe au moins tous les trois ans (avant cinq ans pour un pulvérisateur neuf), à partir du 1er janvier 2021. Ces contrôles seront réalisés par des inspecteurs reconnus de l'état.

### Pulvérisateurs aéroportés
Ils sont fréquemment utilisés aux États-Unis, mais interdits en Europe par une directive en raison des risques importants de dérive d'aérosols toxiques et/ou écotoxiques vers les habitations ou milieux naturels, ou des personnes qui seraient présentes dehors sans protection.
Des dérogations sont toutefois accordées par exemple pour le traitement de voies TGV pour traiter ce type de voies sans les rendre indisponibles (les « trains désherbeurs » sont trop lents, un peu plus de 35 km/h).
En France, les dérogations étaient rares (urgence ou situations sans alternative pour maîtriser le danger), et ce pays s'était mis plus clairement en conformité avec le droit européen de l'environnement en 2009 via la loi Grenelle II (du 13 juillet 2010 ; qui interdit théoriquement la pulvérisation aérienne des pesticides, mais l'arrêté du 31 mai 2011 prévoit des dérogations.
En 2011, tout produit classés « toxique » et « très toxique », et tout produits comportant « l'une des phrases de risque suivantes : « R 45 », « R 46 », « R 49 », « R 60 » et « R 61 » », était cependant strictement interdit à l'épandage aérien (en 2011).
En 2012, une nouvelle circulaire du ministère de l'Agriculture (envoyées aux préfets de Région début mars 2012) contient une liste de pesticides phytopharmaceutiques autorisées (ou en cours d'évaluation par l'Anses (Agence nationale de sécurité sanitaire) ; Ces pesticides peuvent ou pourront faire l'objet de dérogations à la loi Grenelle II (la Directive 2009/128/CE impose cette évaluation). Ces dérogations sont annuelles. Elles ont été présentées comme étant « des conditions plus strictes et plus encadrées pour 2012 » par les représentants du monde agricole et le ministère). Selon le ministère chargé de l'Agriculture, seuls les produits évalués par l'Anses au regard du risque lié à l'épandage aérien seront autorisés avec dérogation (sept pesticides auraient déjà été évalués, qui sont des fongicides, insecticides et herbicides pour les cultures de bananes et riz et 16 autres sont en mars 2012 en cours d'évaluation par l'Anses, qui doit rendre un avis avant le 31 mars pour le maïs, riz et la vigne.
En raison de leur ambigüité et des risques sur la santé environnementale, ces dérogations sont controversées par des ONG telles que Générations Futures qui estime que ces dérogations acquises ou en cours concernent presque toutes les cultures faisant déjà appel à la pulvérisation aérienne (maïs, vigne, banane). Cette ONG s'appuie notamment sur des études qui ont montré aux États-Unis que des traces de pesticides aéropulvériés peuvent être retrouvés jusqu'à 1 km de la zone de pulvérisation. France Nature Environnement, qui avait déjà protesté contre les épandages aérien de deltaméthrine contre le Chrysomèle du maïs estime aussi que même prévenus 24 h avant l'épandage, à la belle saison, les apiculteurs n'auront pas le temps de mettre leurs ruches à l'abri.

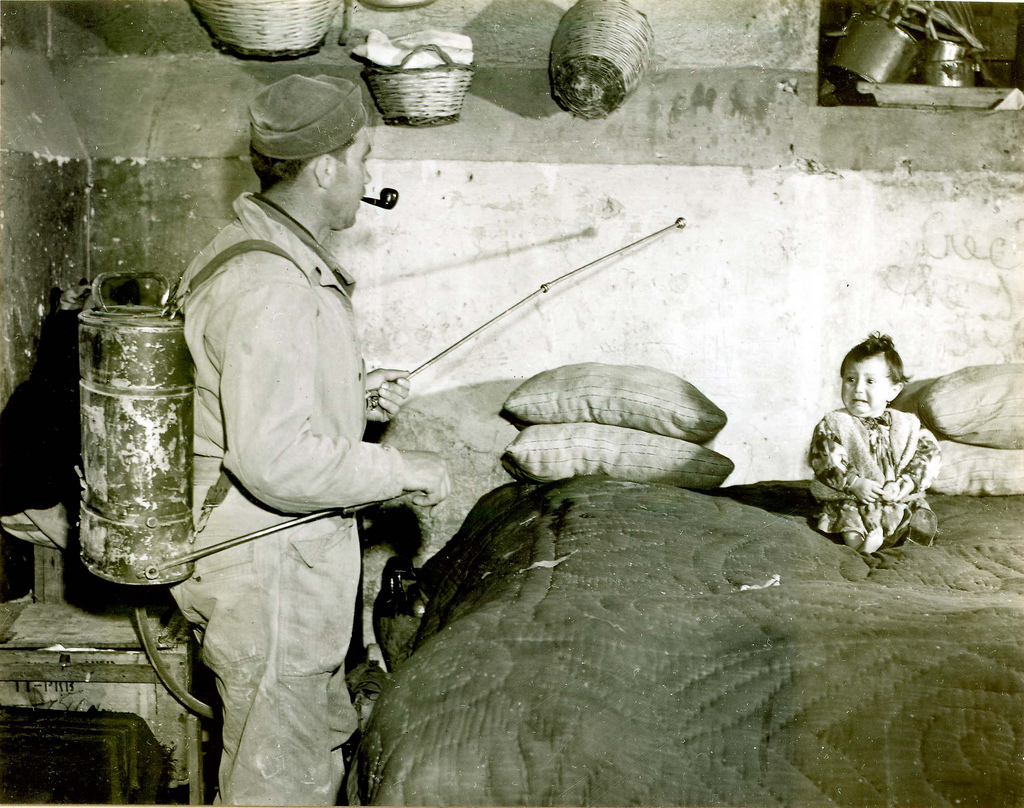
Soldat américain pulvérisant du DDT dilué à 10 % dans du kérosène dans les maisons (Italie) pour lutter contre la malaria en (1945, archives du “National Museum of Health & Medicine” américain)

La législation française précise qu'en cas d'épandage aérien la pulvérisation doit se faire au moins à 50 mètres des :
1. habitations et jardins ;
2. bâtiments et parcs où des animaux sont présents ;
3. parcs d'élevage de gibier, parcs nationaux, ainsi que les réserves naturelles au titre respectivement des articles L. 331-1 à L. 331-25 et L. 332-1 à L. 332-27 du code de l'environnement.

De même, sans préjudice d'autres obligations l'épandage doit être fait à au moins 50 m
1. des points d'eau consommable par l'homme et les animaux, périmètres de protection immédiate des captages pris en application de l'article L. 1321-2 du code de la santé publique ;
2. des bassins de pisciculture, conchyliculture, aquaculture et marais salants ;
3. du littoral des communes visées à l'article L. 321-2 du code de l'environnement, cours d'eau, canaux de navigation, d'irrigation et de drainage, lacs et étangs d'eau douce ou saumâtre.

Les dérogations prévues à l'article 13 de l'arrêté du 12 septembre 2006 relatif à la mise sur le marché et à l'utilisation des produits visés à l'article L. 253-1 du code rural et de la pêche maritime s'appliquent à l'épandage aérien.
Le donneur d'ordre est « celui pour le compte duquel est effectué l'épandage aérien » (C'est lui qui doit faire la déclaration au Préfet et tenir à disposition de ses services la « liste des détenteurs des végétaux concernés par chaque chantier d'épandage aérien ainsi que les coordonnées cadastrales des parcelles faisant l'objet de cette déclaration » ; Il doit informer les apiculteurs et mairies concernées au moins 48 h avant, demander l'affichage en mairie des informations qu'il lui aura envoyé et réaliser « un balisage du chantier, notamment par voie d'affichage sur les voies d'accès à la zone traitée ». Dans les 5 jours suivant le traitement, il envoie à la préfecture le formulaire CERFA réglementaire) alors que l'opérateur est « celui qui est responsable de sa réalisation » ; le demandeur étant « la personne physique ou morale représentant au niveau du département les bénéficiaires d'un épandage aérien pour une culture donnée, qui dépose la demande de dérogation mentionnée aux articles 13, 14, 16 et 17 du présent arrêté ». Aucune disposition ne concerne le gibier en liberté.
Dans tous les cas, l'autorisation ne peut être donnée que si « la hauteur des végétaux, la topographie (reliefs accidentés, fortes pentes), les enjeux pédologiques des zones à traiter (portance des sols), la réactivité ou la rapidité d'intervention sur des surfaces importantes ne permettent pas l'utilisation des matériels de pulvérisation terrestres. L'épandage de ces produits par voie aérienne peut également être autorisé s'il présente des avantages manifestes pour la santé ou pour l'environnement dûment justifiés par rapport à l'utilisation de matériels de pulvérisation terrestres. »
Ces autorisations doivent être « publiées sur le site internet de la préfecture du département qu'elles concernent » (« zones concernées, à l'échelle de la commune, les cultures, les types de produits phytopharmaceutiques utilisés (fongicides, insecticides, nématicides, désherbants), les périodes envisagées de traitement »).
L'opérateur et le pilote ainsi que les personnes au sol manipulant les pesticides doivent détenir un certificat d'applicateur ou, répondre aux conditions des articles L. 204-1 et R. 204-1 du même code. L'opérateur doit disposer des fiches de données de sécurité des produits qu'il va pulvériser.